# Rudolf Klein (Architekt)
Rudolf Klein (* 1955 in Subotica) ist ein ungarischer Architekt und seit 2005 Professor für moderne Architekturgeschichte an der Szent-István-Universität, Miklós-Ybl-Fakultät für Architektur und Bauingenieurwesen in Budapest.
Rudolf Klein war von 1979 bis 1985 Architekt bei einer Baufirma. Von 1986 bis 1991 war er Professor an der Universität in Novi Sad. Von 1991 bis 1993 war er Gastprofessor an der Hebräischen Universität Jerusalem und 1994 Gastwissenschaftler an der Kyoto University of Technology. Von 1995 bis 1997 wurde er Gastprofessor an der Bezalel Academy of Arts and Design in Jerusalem. Von 1996 bis 2006 war er Professor für Architekturgeschichte an der Universität Tel Aviv und seit 2005 forscht und lehrt Rudolf Klein in Budapest. Sein Forschungsschwerpunkt ist das 19. und 20. Jahrhundert und vor allem die Synagogenarchitektur in Mitteleuropa.

## Publikationen (Auswahl)
- Dohány utcai zsinagóga. TERC, Budapest 2008. Englische Ausgabe: The Great Synagogue of Budapest. TERC, Budapest 2008, ISBN 978-963-9535-82-4.
- Zsinagógák Magyarországon 1782–1918: fejlődéstörténet, tipológia és építészeti jelentőség. TERC, Budapest 2011, ISBN 978-963-9968-01-1. Englische Ausgabe: Synagogues in Hungary 1782–1918: Genealogy, Typology and Architectural Significance. TERC, Budapest 2017, ISBN 978-615-544-508-8.
- Metropolitan Jewish Cemeteries. ICOMOS, Berlin 2018, ISBN 978-3-7319-0752-7.